# Werbica
Werbica  (ukr. Вербиця) – wieś na Ukrainie  w obwodzie tarnopolskim, w rejonie krzemienieckim.